# Caswell (Maine)
Caswell ist eine Town im Aroostook County des Bundesstaates Maine in den Vereinigten Staaten. Im Jahr 2020 lebten dort 293 Einwohner in 158 Haushalten auf einer Fläche von 108,0 km².

## Geographie
Nach dem United States Census Bureau hat Caswell eine Gesamtfläche von 107,64 km², von der 106,97 km² Land sind und 0,67 km² aus Gewässern bestehen.

### Geographische Lage
Caswell liegt im Nordosten des Aroostook County an der kanadischen Grenze. Im Süden der Town befindet sich das Aroostook National Wildlife Refuge mit dem zentral gelegenen Butterfield Brook Pond. Es gibt weitere kleinere Seen auf dem Gebiet von Caswell und im Nordwesten liegt der größere Big Black Brook Lake. Die Oberfläche der Town ist eben und es gibt keine größeren Flüsse. Der Saint John River verläuft nahe der nordöstlichen Spitze der Town.

### Nachbargemeinden
Alle Entfernungen sind als Luftlinien zwischen den offiziellen Koordinaten der Orte aus der Volkszählung 2010 angegeben.
- Norden: Hamlin, 3,6 km
- Osten: Grand Falls, New Brunswick, Kanada, 14,2 km
- Süden: Limestone, 4,7 km
- Südwesten: Caribou, 11,3 km
- Westen: Unorganized Territory Connor, 14,6 km
- Nordwesten: Cyr Plantation, 16,2 km

### Stadtgliederung
Es gibt zwei Siedlungsgebiete auf dem Gebiet der Town Caswell: Caswell Plantation (ehemals Caswell) und Pleasant Ridge (ehemaliges Postamt von Caswell).

### Klima
Die mittlere Durchschnittstemperatur in Caswell liegt zwischen −11,7 °C (11° Fahrenheit) im Januar und 18,3 °C (65° Fahrenheit) im Juli. Damit ist der Ort gegenüber dem langjährigen Mittel der USA um etwa 10 Grad kühler. Die Schneefälle zwischen Oktober und Mai liegen mit über fünfeinhalb Metern knapp doppelt so hoch wie die mittlere Schneehöhe in den USA, die tägliche Sonnenscheindauer liegt am unteren Rand des Wertespektrums der USA.

## Geschichte
Die Siedlung wurde 1878 als Pleasant Ridge Plantation gegründet. Am 14. April 1879 wurde die Town Caswell gegründet und gleichzeitig nach R. S. Caswell, dem ersten Siedler am Ort, benannt. Caswell war und ist reich an Holz, welches sich gut als Bauholz eignet. Daneben wird Landwirtschaft betrieben. 1890 wurde Hopfen für die Bierherstellung angebaut. Hauptsächlich jedoch Kartoffeln Hafer, Buchweizen und Heu. Daneben extensiv Viehwirtschaft auf den Höfen. Schafe, Rinder, Schweine und Geflügel wurden gehalten. Heute wird ein Großteil der Anbauflächen für Kartoffeln und Erbsen genutzt. Teilweise wird auch Hafer angebaut.
Neben dem Loring Luftwaffenstützpunkt in Limestone, befindet sich in Caswell eine Radar-Station auf Land, welches die Regierung im Jahr 1951 erworben hat. In dieser Station arbeiteten bis zu 150 Menschen.

### Einwohnerentwicklung
| Volkszählungsergebnisse – Town of Caswell, Maine | Volkszählungsergebnisse – Town of Caswell, Maine | Volkszählungsergebnisse – Town of Caswell, Maine | Volkszählungsergebnisse – Town of Caswell, Maine | Volkszählungsergebnisse – Town of Caswell, Maine | Volkszählungsergebnisse – Town of Caswell, Maine | Volkszählungsergebnisse – Town of Caswell, Maine | Volkszählungsergebnisse – Town of Caswell, Maine | Volkszählungsergebnisse – Town of Caswell, Maine | Volkszählungsergebnisse – Town of Caswell, Maine | Volkszählungsergebnisse – Town of Caswell, Maine |
| Jahr                                             | 1800                                             | 1810                                             | 1820                                             | 1830                                             | 1840                                             | 1850                                             | 1860                                             | 1870                                             | 1880                                             | 1890                                             |
| ------------------------------------------------ | ------------------------------------------------ | ------------------------------------------------ | ------------------------------------------------ | ------------------------------------------------ | ------------------------------------------------ | ------------------------------------------------ | ------------------------------------------------ | ------------------------------------------------ | ------------------------------------------------ | ------------------------------------------------ |
| Einwohner                                        |                                                  |                                                  |                                                  |                                                  |                                                  |                                                  |                                                  |                                                  |                                                  | 212                                              |
| Jahr                                             | 1900                                             | 1910                                             | 1920                                             | 1930                                             | 1940                                             | 1950                                             | 1960                                             | 1970                                             | 1980                                             | 1990                                             |
| Einwohner                                        | 368                                              | 529                                              | 558                                              | 642                                              | 650                                              | 687                                              | 853                                              | 693                                              | 586                                              | 408                                              |
| Jahr                                             | 2000                                             | 2010                                             | 2020                                             | 2030                                             | 2040                                             | 2050                                             | 2060                                             | 2070                                             | 2080                                             | 2090                                             |
| Einwohner                                        | 326                                              | 306                                              | 293                                              |                                                  |                                                  |                                                  |                                                  |                                                  |                                                  |                                                  |

## Wirtschaft und Infrastruktur

### Verkehr
Durch die Stadt führt der U.S. Highway 1, der sich nach Norden in Richtung Van Buren und nach Süden in Richtung Limestone fortsetzt. Caswell hatte nie einen Eisenbahnanschluss. Der nächstgelegene Flughafen mit Linienflugangebot befindet sich in Presque Isle.

### Öffentliche Einrichtungen
Caswell besitzt keine eigene Bücherei. Die nächstgelegene befindet sich in Carubou.
Es gibt kein Krankenhaus oder Medizinische Einrichtung in Caswell. Das nächstgelegene Krankenhaus für Cary Plantation und die Region befindet sich in Carubou.

### Bildung
Im Zeitraum von 1899 bis 1926 gab es fünf kleine Schulen in Caswell. Die Pleasant Ridge School wurde 1927 für die Klassen 1 bis 8 gegründet, die St Mary’s School im Jahr 1928. Nachdem 1974 eine neue Schule gebaut wurde, schloss die St Mary’s School. Die Caswell Elementary School wird von Schülern der Klasse 1 bis 7 besucht, ab Klasse 8 wechseln sie auf die Limestone High School.